# UCI Europe Tour 2011
L'UCI Europe Tour 2011 fu la settima edizione dell'UCI Europe Tour, uno dei cinque circuiti continentali di ciclismo dell'Unione Ciclistica Internazionale. Era composto da più di 300 corse che si tennero dall'ottobre 2010 all'ottobre 2011 in Europa.

## Calendario

### Ottobre 2010
| Data  | Prova           | Cat. | Vincitore      | Squadra   |
| ----- | --------------- | ---- | -------------- | --------- |
| 28-31 | Tour of Marmara | 2.2  | Kemal Küçükbay | Brisaspor |

### Novembre 2010
| Data | Prova          | Cat. | Vincitore    | Squadra              |
| ---- | -------------- | ---- | ------------ | -------------------- |
| 4-7  | Tour of Alanya | 2.2  | Nikias Arndt | LKT Team Brandenburg |

### Gennaio
| Data  | Prova                                          | Cat. | Vincitore           | Squadra    |
| ----- | ---------------------------------------------- | ---- | ------------------- | ---------- |
| 28-30 | Giro della Provincia di Reggio Calabria (2011) | 2.1  | Daniele Pietropolli | Lampre-ISD |
| 30    | Grand Prix d'Ouverture La Marseillaise (2011)  | 1.1  | Jérémy Roy          | FDJ        |

### Febbraio
| Data  | Prova                                   | Cat. | Vincitore           | Squadra                   |
| ----- | --------------------------------------- | ---- | ------------------- | ------------------------- |
| 2-6   | Étoile de Bessèges (2011)               | 2.1  | Anthony Ravard      | AG2R La Mondiale          |
| 5     | Gran Premio Costa degli Etruschi (2011) | 1.1  | Elia Viviani        | Liquigas-Cannondale       |
| 6     | Trofeo Palma de Mallorca                | 1.1  | non omologato       |                           |
| 7     | Trofeo Cala Millor                      | 1.1  | Tyler Farrar        | Team Garmin-Cervélo       |
| 8     | Trofeo Inca                             | 1.1  | Ben Hermans         | Team RadioShack           |
| 9     | Trofeo Deià                             | 1.1  | José Joaquín Rojas  | Movistar Team             |
| 9-13  | Tour Méditerranéen (2011)               | 2.1  | David Moncoutié     | Cofidis                   |
| 10    | Trofeo Magaluf-Palmanova                | 1.1  | Murilo Fischer      | Team Garmin-Cervélo       |
| 11-13 | Giro della Provincia di Grosseto        | 2.1  | Annullata           |                           |
| 16-20 | Volta ao Algarve (2011)                 | 2.1  | Tony Martin         | HTC-Highroad              |
| 19    | Trofeo Laigueglia (2011)                | 1.1  | Daniele Pietropolli | Lampre-ISD                |
| 19-20 | Tour du Haut-Var (2011)                 | 2.1  | Thomas Voeckler     | Team Europcar             |
| 20-24 | Vuelta a Andalucía (2011)               | 2.1  | Markel Irizar       | Team RadioShack           |
| 22-26 | Giro di Sardegna (2011)                 | 2.1  | Peter Sagan         | Liquigas-Cannondale       |
| 26    | Gran Premio Regio Insubrica (2011)      | 1.1  | Giovanni Visconti   | Farnese Vini-Neri Sottoli |
| 26    | Beverbeek Classic (2011)                | 1.2  | Evert Verbist       | Veranda's Willems-Accent  |
| 26    | Ster van Zwolle (2011)                  | 1.2  | Barry Markus        | Rabobank Continental      |
| 26    | Omloop Het Nieuwsblad (2011)            | 1.HC | Sebastian Langeveld | Rabobank Cycling Team     |
| 27    | Les Boucles du Sud Ardèche (2011)       | 1.1  | Arthur Vichot       | AG2R La Mondiale          |
| 27    | Clásica de Almería (2011)               | 1.1  | Matteo Pelucchi     | Geox-TMC                  |
| 27    | Kuurne-Bruxelles-Kuurne (2011)          | 1.1  | Chris Sutton        | Sky Procycling            |
| 27    | Gran Premio di Lugano (2011)            | 1.1  | Ivan Basso          | Liquigas-Cannondale       |
| 27    | Classica Sarda (2011)                   | 1.1  | Pavel Brutt         | Katusha Team              |
| 27-3  | Volta a la Comunitat Valenciana         | 2.1  | Annullata           |                           |

### Marzo
| Data  | Prova                                               | Cat. | Vincitore                      | Squadra                            |
| ----- | --------------------------------------------------- | ---- | ------------------------------ | ---------------------------------- |
| 2     | Le Samyn (2011)                                     | 1.1  | Dominic Klemme                 | Team Leopard-Trek                  |
| 3     | Giro del Friuli (2011)                              | 1.1  | José Serpa                     | Androni Giocattoli                 |
| 4-6   | Vuelta a Murcia (2011)                              | 2.1  | Alberto Contador Jérôme Coppel | Saxo Bank-Sungard Saur-Sojasun     |
| 4-6   | Tre Giorni delle Fiandre Occidentali (2011)         | 2.1  | Jesse Sergent                  | Team RadioShack                    |
| 5     | Monte Paschi Strade Bianche (2011)                  | 1.1  | Philippe Gilbert               | Omega Pharma-Lotto                 |
| 5     | Vlaamse Pijl (2011)                                 | 1.2  | Frédéric Amorison              | Landbouwkrediet                    |
| 6     | Trofeo ZSŠDI (2011)                                 | 1.2  | Enrico Battaglin               | Zalf-Désirée-Fior                  |
| 6     | Grand Prix de la Ville de Lillers (2011)            | 1.2  | Denis Flahaut                  | Roubaix-Lille Métropole            |
| 13    | Omloop van het Waasland (2011)                      | 1.2  | Aidis Kruopis                  | Landbouwkrediet                    |
| 13    | Parigi-Troyes (2011)                                | 1.2  | Jonathan Hivert                | Saur-Sojasun                       |
| 13    | Dorpenomloop Rucphen (2011)                         | 1.2  | Barry Markus                   | Rabobank Continental               |
| 13    | Kattekoers (2011)                                   | 1.2  | Jonas Vangenechten             | Wallonie Bruxelles-Crédit Agricole |
| 13    | Poreč Trophy (2011)                                 | 1.2  | Blaž Jarc                      | Adria Mobil                        |
| 13    | Trofeo Franco Balestra (2011)                       | 1.2  | Alessandro Mazzi               | Petroli Firenze Team               |
| 16    | Nokere Koerse (2011)                                | 1.1  | Gert Steegmans                 | Quickstep Cycling Team             |
| 17-20 | Istrian Spring Trophy (2011)                        | 2.2  | Robert Vrečer                  | Perutnina Ptuj                     |
| 18    | Handzame Classic (2011)                             | 1.1  | Steve Schets                   | Donckers Koffie-Jelly Belly        |
| 19    | Classic Loire-Atlantique (2011)                     | 1.2  | Lieuwe Westra                  | Vacansoleil-DCM Pro Cycling Team   |
| 20    | Cholet-Pays de Loire (2011)                         | 1.1  | Thomas Voeckler                | Team Europcar                      |
| 20    | Gran Premio San Giuseppe (2011)                     | 1.2  | Enrico Battaglin               | Zalf-Désirée-Fior                  |
| 20    | La Roue Tourangelle (2011)                          | 1.2  | David Veilleux                 | Team Europcar                      |
| 21-27 | Tour de Normandie (2011)                            | 2.2  | Alexandre Blain                | Endura Racing                      |
| 22-26 | Settimana Internazionale di Coppi e Bartali (2011)  | 2.1  | Emanuele Sella                 | Androni Giocattoli                 |
| 23    | Dwars door Vlaanderen (2011)                        | 1.1  | Nick Nuyens                    | Saxo Bank-Sungard                  |
| 25-27 | Grande Prémio Crédito Agrícola da Costa Azul (2011) | 2.2  | Filipe Cardoso                 | Barbot-Efapel                      |
| 26    | E3 Harelbeke (2011)                                 | 1.HC | Fabian Cancellara              | Team Leopard-Trek                  |
| 26-27 | Critérium International (2011)                      | 2.HC | Fränk Schleck                  | Team Leopard-Trek                  |
| 29-31 | Driedaagse De Panne - Koksijde (2011)               | 2.HC | Sébastien Rosseler             | Team RadioShack                    |

### Aprile
| Data  | Prova                                       | Cat.   | Vincitore          | Squadra                            |
| ----- | ------------------------------------------- | ------ | ------------------ | ---------------------------------- |
| 1     | Route Adélie de Vitré (2011)                | 1.1    | Renaud Dion        | Bretagne-Schuller                  |
| 1-3   | Le Triptyque des Monts et Châteaux          | 2.2    | Tom Dumoulin       | Rabobank Continental               |
| 2     | Hel van het Mergelland (2011)               | 1.1    | Pim Ligthart       | Vacansoleil-DCM                    |
| 2     | Gran Premio Miguel Indurain (2011)          | 1.HC   | Samuel Sánchez     | Euskaltel-Euskadi                  |
| 3     | Flèche d'Emeraude (2011)                    | 1.1    | Tony Gallopin      | Cofidis                            |
| 3     | Grand Prix de la Ville de Nogent-sur-Oise   | 1.2    | Aleksej Catevič    | Itera-Katusha                      |
| 3     | Trofeo Banca Popolare di Vicenza            | 1.2U   | Richard Lang       | Team Jayco-AIS                     |
| 5-8   | Circuit de la Sarthe                        | 2.1    | Anthony Roux       | FDJ                                |
| 6     | Scheldeprijs (2011)                         | 1.HC   | Mark Cavendish     | HTC-Highroad                       |
| 6-9   | Cinturón Ciclista Internacional a Mallorca  | 2.2    | Iker Camaño        | Endura Racing                      |
| 6-10  | Grand Prix of Sochi                         | 2.2    | Björn Schroeder    | Nutrixxion-Sparkasse               |
| 7     | Grand Prix Pino Cerami (2011)               | 1.1    | Bert Scheirlinckx  | Landbouwkrediet                    |
| 8-10  | Circuit des Ardennes                        | 2.2    | Gianni Meersman    | FDJ                                |
| 9     | Trofeo Edil C                               | 1.2    | Mattia Pozzo       | Viris Vigevano                     |
| 9     | Giro delle Fiandre Under-23                 | 1.Ncup | Salvatore Puccio   | Italia                             |
| 10    | Klasika Primavera (2011)                    | 1.1    | Jonathan Hivert    | Saur-Sojasun                       |
| 10    | Giro dell'Appennino (2011)                  | 1.1    | Damiano Cunego     | Lampre-ISD                         |
| 12    | Paris-Camembert (2011)                      | 1.1    | Sandy Casar        | FDJ                                |
| 12-16 | Vuelta Ciclista Internacional a Extremadura | 2.2    | Annullata          |                                    |
| 13    | Freccia del Brabante (2011)                 | 1.HC   | Philippe Gilbert   | Omega Pharma-Lotto                 |
| 13    | La Côte Picarde                             | 1.Ncup | Arnaud Démare      | Francia                            |
| 13-17 | Vuelta a Castilla y León                    | 2.1    | Xavier Tondó       | Movistar Team                      |
| 13-17 | Tour du Loir-et-Cher                        | 2.2    | Anthony Saux       | UC Nantes Atlantique               |
| 13-17 | Giro della Grecia                           | 2.2    | Stefan Schäfer     | LKT Team Brandenburg               |
| 14    | Grand Prix de Denain (2011)                 | 1.1    | Jimmy Casper       | Saur-Sojasun                       |
| 15-16 | Ronde van Drenthe                           | 2.1    | Kenny van Hummel   | Skil-Shimano                       |
| 16    | Tour du Finistère (2011)                    | 1.1    | Romain Feillu      | Vacansoleil-DCM                    |
| 16    | Liegi-Bastogne-Liegi Under-23               | 1.2U   | Tosh Van Der Sande | Omega Pharma-Lotto-Davo            |
| 16    | ZLM Tour                                    | 1.Ncup | Luke Rowe          | Regno Unito                        |
| 17    | Tro-Bro Léon (2011)                         | 1.1    | Vincent Jérôme     | Team Europcar                      |
| 17    | Zellik-Galmaarden                           | 1.2    | Gaetan Bille       | Wallonie Bruxelles-Crédit Agricole |
| 17    | East Midlands International Cicle Classic   | 1.2    | Zakkari Dempster   | Rapha-Condor-Sharp                 |
| 17    | Grand Prix of Donetsk                       | 1.2    | Jurij Agarkov      | ISD-Lampre Continental             |
| 19-22 | Giro del Trentino (2011)                    | 2.HC   | Michele Scarponi   | Lampre-ISD                         |
| 19-23 | Toscana-Terra di ciclismo                   | 2.Ncup | Georg Preidler     | Austria                            |
| 20-24 | Grand Prix of Adygeya                       | 2.2    | Kirill Sinicyn     |                                    |
| 23    | Grand Prix Herning (2011)                   | 1.1    | Troels Vinther     | Glud & Marstrand-LRØ               |
| 23    | Gran Premio de Llodio (2011)                | 1.1    | Santiago Pérez     | Barbot-Efapel                      |
| 23    | Banja Luka-Beograd I                        | 1.2    | Krisztian Lovassy  | Ora Hotels-Carrera                 |
| 23    | Arno Wallaard Memorial                      | 1.2    | Arne Hassink       | TT Raiko Argon 18                  |
| 24    | Vuelta a La Rioja (2011)                    | 1.1    | Imanol Erviti      | Movistar Team                      |
| 24    | Parigi-Mantes-en-Yvelines                   | 1.2    | Pierre Drancourt   | ESEG Douai                         |
| 23    | Banja Luka-Beograd II                       | 1.2    | Matija Kvasina     | Loborika Favorit Team              |
| 24    | Himmerland Rundt                            | 1.2    | Michael Reihs      | Christina Watches-Onfone           |
| 24-1  | Cumhurbaşkanlığı Türkiye Bisiklet Turu      | 2.HC   | Aleksandr Efimkin  | Team Type 1                        |
| 25    | Rund um Köln (2011)                         | 1.1    | Michael Matthews   | Rabobank Cycling Team              |
| 25    | Ronde van Noord-Holland                     | 1.2    | Niels Wytink       | Colba-Mercury                      |
| 25    | Gran Premio della Liberazione               | 1.2U   | Matteo Trentin     | Team Brilla-Pasta Montegrappa      |
| 25    | Giro del Belvedere                          | 1.2U   | Nicola Boem        | Zalf-Désirée-Fior                  |
| 25-1  | Tour de Bretagne                            | 2.2    | Peter Kusztor      | Atlas Personal                     |
| 26    | Gran Premio Palio del Recioto               | 1.2U   | Georg Preidler     | Tyrol Team                         |
| 26-1  | Giro delle Regioni                          | 2.2U   | Annullata          |                                    |
| 28-2  | Vuelta a Asturias                           | 2.1    | Javier Moreno      | Caja Rural                         |
| 28-30 | The Paths of King Nikola                    | 2.2    | Annullata          |                                    |
| 30    | Gran Premio Industria e Artigianato (2011)  | 1.1    | Ángel Vicioso      | Androni Giocattoli                 |
| 30    | Mayor Cup                                   | 1.2    | Ivan Stević        | Partizan Powermove                 |

### Maggio
| Data  | Prova                                               | Cat. | Vincitore             | Squadra                          |
| ----- | --------------------------------------------------- | ---- | --------------------- | -------------------------------- |
| 1     | Trophée des Grimpeurs                               | 1.1  | Annullata             |                                  |
| 1     | Memorial Oleg Dyachenko                             | 1.2  | Dmitrij Kosjakov      | Itera-Katusha                    |
| 1     | Memoriał Andrzeja Trochanowskiego                   | 1.2  | Andre Schulze         | CCC Polsat-Polkowice             |
| 1     | Grote 1 Mei-Prijs - Ereprijs Victor De Bruyne       | 1.2  | Aidis Kruopis         | Landbouwkrediet                  |
| 1     | Circuito del Porto                                  | 1.2  | Cristian Rossi        | Team Cicli Casati-Named          |
| 1     | Rund um den Finanzplatz Eschborn-Frankfurt (2011)   | 1.HC | John Degenkolb        | HTC-Highroad                     |
| 1     | Rund um den Finanzplatz Eschborn-Frankfurt Under-23 | 1.2U | Patrick Bercz         | Eddy Merckx-Indeland             |
| 2     | Grand Prix of Moscow                                | 1.2  | Oleksandr Martynenko  | ISD-Lampre Continental           |
| 2     | Subida al Naranco                                   | 1.1  | Annullata             |                                  |
| 4-8   | Quatre Jours de Dunkerque                           | 2.HC | Thomas Voeckler       | Team Europcar                    |
| 4-8   | Giro della Regione Friuli Venezia Giulia            | 2.2  | Matteo Busato         | Zalf-Désirée-Fior                |
| 5-9   | Five Rings of Moscow                                | 2.2  | Sergej Firsanov       | Itera-Katusha                    |
| 6-8   | Szlakiem Grodów Piastowskich                        | 2.1  | Robert Vrečer         | Perutnina Ptuj                   |
| 7     | Ronde van Overijssel                                | 1.2  | Wouter Haan           | Ruiter Dakkapellen               |
| 7-8   | Vuelta a la Comunidad de Madrid                     | 2.1  | Rui Costa             | Movistar Team                    |
| 8     | Omloop der Kempen                                   | 1.2  | Jos Pronk             | Ruiter Dakkapellen               |
| 8     | Circuit de Wallonie                                 | 1.2  | Juan Sebastián Tamayo | Wit Orologi-Ecologia Ambiente    |
| 8     | Gran Premio Industrie del Marmo                     | 1.2  | Rafael Andriato       | Petroli Firenze Cycling Team     |
| 12-15 | Rhône-Alpes Isère Tour                              | 2.2  | Sylvain Georges       | BigMat-Auber 93                  |
| 13-15 | Tour de Picardie                                    | 2.1  | Romain Feillu         | Vacansoleil-DCM Pro Cycling Team |
| 14    | Scandinavian Race Uppsala                           | 1.2  | Andžs Flaksis         | Rietumu-Delfin                   |
| 16-21 | Olympia's Tour                                      | 2.2  | Jetse Bol             | Rabobank Continental             |
| 18-22 | Circuit de Lorraine                                 | 2.1  | Anthony Roux          | FDJ                              |
| 20    | Jurmala Grand Prix                                  | 1.2  | Jaan Kirsipuu         | Champion System                  |
| 20-22 | Ronde de l'Isard                                    | 2.2U | Kenny Elissonde       | CC Etupes-Le Doubs               |
| 22    | ProRace Berlin (2011)                               | 1.1  | Marcel Kittel         | Skil-Shimano                     |
| 22-29 | An Post Rás                                         | 2.2  | Gediminas Bagdonas    | An Post-Sean Kelly Team          |
| 25-29 | Tour de Belgique                                    | 2.HC | Philippe Gilbert      | Omega Pharma-Lotto               |
| 25-29 | Bayern-Rundfahrt                                    | 2.HC | Geraint Thomas        | Sky Procycling                   |
| 26-29 | Tour of Trakya                                      | 2.2  | Andreas Keuser        | Team Worldofbike.gr              |
| 27    | Tallinn-Tartu Grand Prix (2011)                     | 1.1  | Angelo Furlan         | Christina Watches-Onfone         |
| 27-29 | Tour de Gironde                                     | 2.2  | Julien Foisnet        | Team Véranda Rideau-Sarthe 72    |
| 28    | Grand Prix de Plumelec-Morbihan (2011)              | 1.1  | Sylvain Georges       | BigMat-Auber 93                  |
| 28    | SEB Tartu Grand Prix (2011)                         | 1.1  | Jean Demaret          | Cofidis                          |
| 29    | Boucles de l'Aulne (2011)                           | 1.1  | Martijn Keizer        | Vacansoleil-DCM Pro Cycling Team |
| 29    | Rogaland Grand Prix                                 | 1.2  | Frederik Wilmann      | Team Joker Merida                |
| 29    | Paris-Roubaix Espoirs                               | 1.2U | Ramon Sinkeldam       | Rabobank Continental             |
| 29    | Trofeo Città di San Vendemiano                      | 1.2U | Michele Gazzara       | Trevigiani-Dynamon-Bottoli       |

### Giugno
| Data  | Prova                                              | Cat. | Vincitore           | Squadra                       |
| ----- | -------------------------------------------------- | ---- | ------------------- | ----------------------------- |
| 1-4   | Tour de Berlin                                     | 2.2U | Jasha Sütterlin     | Thüringer Energie Team        |
| 1-5   | Tour of Norway                                     | 2.2  | Christer Rake       | Team Joker Merida             |
| 1-5   | Tour de Luxembourg                                 | 2.HC | Linus Gerdemann     | Team Leopard-Trek             |
| 2     | Trofeo Alcide De Gasperi                           | 1.2  | Matteo Trentin      | Team Brilla-Pasta Montegrappa |
| 2-5   | Tour of Isparta                                    | 2.2  | Mustafa Sayar       | Konya Torku Seker Spor-Vivelo |
| 4-11  | Turul Ciclist al României                          | 2.2  | Andrei Nechita      | Romania                       |
| 4-11  | Okolo Slovenska                                    | 2.2  | Nikita Novikov      | Itera-Katusha                 |
| 5     | Gran Premio del Canton Argovia (2011)              | 1.1  | Michael Albasini    | Svizzera                      |
| 5     | Memorial Philippe Van Coningsloo                   | 1.2  | Andrew Fenn         | An Post-Sean Kelly Team       |
| 5     | Coppa della Pace                                   | 1.2  | Andrej Solomennikov | Itera-Katusha                 |
| 5     | Tour de Rijke (2011)                               | 1.1  | Theo Bos            | Rabobank Cycling Team         |
| 8-12  | Karpacki Wyścig Kurierów                           | 2.2U | Paweł Bernas        |                               |
| 8-14  | Circuito Montañés                                  | 2.2  | Annullata           |                               |
| 9-12  | Volta ao Alentejo                                  | 2.2  | Evaldas Šiškevičius | Vélo Club la Pomme Marseille  |
| 9-12  | Ronde de l'Oise                                    | 2.2  | Gediminas Bagdonas  | An Post-Sean Kelly Team       |
| 9-13  | Flèche du Sud                                      | 2.2  | Aleksandr Serov     | Russia                        |
| 10-12 | Delta Tour Zeeland                                 | 2.1  | Marcel Kittel       | Skil-Shimano                  |
| 10-19 | Girobio                                            | 2.2  | Mattia Cattaneo     | Trevigiani-Dynamon-Bottoli    |
| 12    | Neuseen Classics                                   | 1.1  | André Schulze       | CCC Polsat-Polkowice          |
| 12    | Val d'Ille U Classic 35                            | 1.2  | Guillaume Louyest   | Sojasun Espoir ACNC           |
| 12    | Internationale Raiffeisen Grand Prix               | 1.2  | Tomislav Dančulović | Loborika Favorit Team         |
| 13-19 | Internationale Thüringen Rundfahrt                 | 2.2U | TWilco Kelderman    | Rabobank Continental Team     |
| 13-19 | Tour de Serbie                                     | 2.2  | Ivan Stević         | Partizan Powermove            |
| 15-19 | Ster Elektrotoer                                   | 2.1  | Philippe Gilbert    | Omega Pharma-Lotto            |
| 16-18 | Małopolski Wyścig Górski                           | 2.2  | Tomasz Marczyński   | CCC Polsat-Polkowice          |
| 16-19 | Giro di Slovenia                                   | 2.1  | Diego Ulissi        | Lampre-ISD                    |
| 16-19 | Route du Sud                                       | 2.1  | Vasil' Kiryenka     | Movistar Team                 |
| 16-19 | Boucles de la Mayenne                              | 2.2  | Jimmy Casper        | Saur-Sojasun                  |
| 16-19 | Tour des Pays de Savoie                            | 2.2  | Nikita Novikov      | Itera-Katusha                 |
| 16-19 | Oberösterreichrundfahrt                            | 2.2  | Petr Benčík         | PSK Whirlpool-Author          |
| 19    | Giro di Toscana (2011)                             | 1.1  | Daniel Martin       | Team Garmin-Cervélo           |
| 19    | Flèche Ardennaise                                  | 1.2  | Zico Waeytens       | Omega Pharma-Lotto-Davo       |
| 22    | Halle-Ingooigem                                    | 1.1  | Roy Curvers         | Skil-Shimano                  |
| 29    | Internationale Wielertrofee Jong Maar Moedig       | 1.2  | Bert Scheirlinckx   | Landbouwkrediet               |
| 29-2  | Międzynarodowy Wyścig Solidarności i Olimpijczyków | 2.1  | Marcin Sapa         | Polska Szosowa                |
| 30-3  | Tour of Cappadocia                                 | 2.2  | Mert Mutlu          |                               |

### Luglio
| Data  | Prova                                                  | Cat. | Vincitore             | Squadra                       |
| ----- | ------------------------------------------------------ | ---- | --------------------- | ----------------------------- |
| 1-3   | Mainfranken-Tour                                       | 2.2U | Annullata             |                               |
| 2     | Grand Prix Kranj (2011)                                | 1.1  | Simone Ponzi          | Liquigas-Cannondale           |
| 2     | Omloop Het Nieuwsblad Beloften                         | 1.2  | Tom Van Asbroeck      |                               |
| 3     | Dwars door het Hageland                                | 1.2  | Gregory Habeaux       | Veranda's Willems-Accent      |
| 3     | Giro delle Valli Aretine                               | 1.2  | Annullata             |                               |
| 3-10  | Österreich-Rundfahrt                                   | 2.HC | Fredrik Kessiakoff    | Pro Team Astana               |
| 5     | Trofeo Città di Brescia                                | 1.2  | Enrico Battaglin      | Zalf-Désirée-Fior             |
| 6-10  | Sibiu Cycling Tour                                     | 2.2  | Vladimir Koev         | Konya Torku Seker Spor-Vivelo |
| 7-10  | Troféu Joaquim Agostinho                               | 2.2  | Ricardo Mestre        | Tavira-Prio                   |
| 7-10  | Vuelta a la Comunidad de Madrid                        | 2.2U | Bob Rodriguez         | Amical Vélo Club Aixois       |
| 7-10  | Giro della Repubblica Ceca                             | 2.2  | Stanislav Kozubek     | PSK Whirlpool-Author          |
| 10    | Tour de Frise                                          | 1.1  | Annullata             |                               |
| 10    | Grand Prix de Pont-à-Marcq                             | 1.2  | Arnaud Démare         | CC Nogent-sur-Oise            |
| 10    | Giro del Medio Brenta                                  | 1.2  | Moreno Moser          | Italia                        |
| 11    | Grote Prijs van de Stad Geel                           | 1.2  | Sam Bennett           | An Post-Sean Kelly Team       |
| 15    | Campionati europei - Prova a cronometro                | CC   | Yoann Paillot         | Francia                       |
| 15    | G.P. Nobili Rubinetterie, Coppa Città di Stresa (2011) | 1.1  | Elia Viviani          | Liquigas-Cannondale           |
| 16    | G.P. Nobili Rubinetterie, Coppa Papà Carlo (2011)      | 1.1  | Simone Ponzi          | Liquigas-Cannondale           |
| 17    | Giro del Casentino                                     | 1.2  | Aleksandr Serebrjakov | Sammarinese Gruppo Lupi       |
| 17    | Campionati europei - Prova in linea                    | CC   | Julian Kern           | Germania                      |
| 20-24 | Sachsen-Tour International                             | 2.1  | Annullata             |                               |
| 20-24 | Brixia Tour (2011)                                     | 2.1  | Fortunato Baliani     | D'Angelo & Antenucci-Nippo    |
| 23    | Central European Tour Miskolc GP                       | 1.2  | Matija Kvasina        | Loborika Favorit Team         |
| 23-25 | Kreiz Breizh Elites                                    | 2.2  | Laurent Pichon        | Bretagne-Schuller             |
| 23-27 | Tour de Wallonie                                       | 2.HC | Greg Van Avermaet     | BMC Racing Team               |
| 24    | Central European Tour Budapest GP                      | 1.2  | Andris Smirnovs       | Lettonia                      |
| 24    | Grand Prix de la ville de Pérenchies                   | 1.2  | Anthony Colin         | Roubaix-Lille Métropole       |
| 25    | Prueba Villafranca de Ordizia (2011)                   | 1.1  | Julien Simon          | Saur-Sojasun                  |
| 26-30 | Dookola Mazowska                                       | 2.2  | Robert Radosz         | BDC Team                      |
| 27-31 | Tour Alsace                                            | 2.2  | Thibaut Pinot         | FDJ                           |
| 31    | Sparkassen Giro Bochum (2011)                          | 1.1  | Pieter Vanspeybrouck  | Topsport Vlaanderen-Mercator  |
| 31    | Circuito de Getxo (2011)                               | 1.1  | Juan José Lobato      | Andalucía-Caja Granada        |
| 31    | Trofeo Matteotti (2011)                                | 1.1  | Oscar Gatto           | Farnese Vini-Neri Sottoli     |
| 31    | La Poly Normande (2011)                                | 1.1  | Antony Delaplace      | Saur-Sojasun                  |

### Agosto
| Data  | Prova                                 | Cat. | Vincitore          | Squadra                          |
| ----- | ------------------------------------- | ---- | ------------------ | -------------------------------- |
| 2-6   | Vuelta Ciclista a León                | 2.2  | Marc Goos          | Rabobank Continental Team        |
| 3-4   | Paris-Corrèze                         | 2.1  | Samuel Dumoulin    | Cofidis                          |
| 3-7   | Vuelta a Burgos                       | 2.HC | Joaquim Rodríguez  | Katusha Team                     |
| 3-7   | Post Danmark Rundt                    | 2.HC | Simon Gerrans      | Sky Procycling                   |
| 4-15  | Volta a Portugal                      | 2.1  | Ricardo Mestre     | Tavira-Prio                      |
| 5     | Gran Premio Folignano                 | 1.2  | Kristijan Đurasek  | Loborika Favorit Team            |
| 6     | Gran Premio Città di Camaiore (2011)  | 1.1  | Fabio Taborre      | Acqua & Sapone                   |
| 6     | Grand Prix Betonexpressz 2000         | 1.2  | Martin Schoeffmann | WSA-Viperbike Kärnten            |
| 7     | Antwerpse Havenpijl                   | 1.2  | Pirmin Lang        | Atlas Personal                   |
| 7     | Trofeo Internazionale Bastianelli     | 1.2  | Kristijan Đurasek  | Loborika Favorit Team            |
| 9-13  | Tour de l'Ain                         | 2.1  | David Moncoutié    | Cofidis                          |
| 10-13 | Tour of Szeklerland                   | 2.2  | Florian Bissinger  | Arbö-Gebrüder Weiss-Oberndorfer  |
| 11-14 | Mi-Août en Bretagne                   | 2.2  | Mark McNally       | An Post-Sean Kelly Team          |
| 13    | Memoriał Henryka Łasaka               | 1.2  | Luka Mezgek        | Sava                             |
| 14    | Dwars door de Antwerpse Kempen        | 1.2  | Tom Devriendt      | EFC-Quick.Step Cycling Team      |
| 14    | Puchar Uzdrowisk Karpackich           | 1.2  | Jacek Morajko      | CCC Polsat-Polkowice             |
| 14    | London Surrey Cycle Classic           | 1.2  | Mark Cavendish     | Regno Unito                      |
| 14    | Gran Premio di Poggiana               | 1.2U | Mattia Cattaneo    | Trevigiani-Dynamon-Bottoli       |
| 16    | Gran Premio Capodarco (2011)          | 1.2  | Mattia Cattaneo    | Trevigiani-Dynamon-Bottoli       |
| 16    | Tre Valli Varesine (2011)             | 1.HC | Davide Rebellin    | Miche-Guerciotti                 |
| 16-19 | Tour du Limousin                      | 2.HC | Björn Leukemans    | Vacansoleil-DCM Pro Cycling Team |
| 17    | Coppa Agostoni (2011)                 | 1.1  | Sacha Modolo       | Colnago-CSF Inox                 |
| 18    | Coppa Bernocchi (2011)                | 1.1  | Jaŭhen Hutarovič   | FDJ                              |
| 19    | Dutch Food Valley Classic (2011)      | 1.1  | Theo Bos           | Rabobank Cycling Team            |
| 20    | Trofeo Melinda (2011)                 | 1.1  | Davide Rebellin    | Miche-Guerciotti                 |
| 20    | Puchar Ministra Obrony Narodowej      | 1.2  | Tomasz Kiendys     | CCC Polsat-Polkowice             |
| 21    | Châteauroux Classic de l'Indre (2011) | 1.1  | Anthony Ravard     | AG2R La Mondiale                 |
| 23    | Grote Prijs Stad Zottegem (2011)      | 1.1  | Svein Tuft         | Spidertech-Planet Energy         |
| 23    | Grand Prix des Marbriers              | 1.2  | Pierre Drancourt   | ESEG Douai                       |
| 23-26 | Tour du Poitou-Charentes              | 2.1  | Jesse Sergent      | Team RadioShack                  |
| 23-28 | Giro della Valle d'Aosta              | 2.2  | Fabio Aru          | Palazzago-Elledent-Mcipollini    |
| 24    | Druivenkoers (2011)                   | 1.1  | Björn Leukemans    | Vacansoleil-DCM Pro Cycling Team |
| 25    | Gran Premio Carnaghese (2011)         | 1.1  | Giovanni Visconti  | Farnese Vini-Neri Sottoli        |
| 25-28 | Tour of Victory                       | 2.2  | Nazim Bakirci      |                                  |
| 28    | Schaal Sels (2011)                    | 1.1  | Aidis Kruopis      | Landbouwkrediet                  |
| 28    | Ronde van Midden-Nederland            | 1.2  | Wim Stroetinga     | Ubbink-Koga Cycling Team         |
| 28    | Ljubljana-Zagreb                      | 1.2  | Kristjan Fajt      | Adria Mobil                      |
| 31-3  | Settimana Ciclistica Lombarda         | 2.1  | Thibaut Pinot      | FDJ                              |

### Settembre
| Data  | Prova                                             | Cat.   | Vincitore                       | Squadra                                  |
| ----- | ------------------------------------------------- | ------ | ------------------------------- | ---------------------------------------- |
| 2     | Tour of Vojvodina I                               | 1.2    | Gregor Gazvoda                  | Perutnina Ptuj                           |
| 3     | Tour of Vojvodina II                              | 1.2    | Žolt Der                        | BK Radnički Kragujevac                   |
| 4     | Tour du Doubs (2011)                              | 1.1    | Arthur Vichot                   | FDJ                                      |
| 4     | Giro di Romagna & Coppa Placci (2011)             | 1.1    | Oscar Gatto                     | Farnese Vini-Neri Sottoli                |
| 4     | Grand Prix Jef Scherens (2011)                    | 1.1    | Jérôme Pineau                   | Quickstep Cycling Team                   |
| 4     | Memorial Davide Fardelli                          | 1.2    | Anton Vorobev                   | Itera-Katusha                            |
| 4     | Omloop Echt-Susteren                              | 1.2    | Andris Smirnovs                 | Lettonia                                 |
| 4-11  | Tour de l'Avenir                                  | 2.Ncup | Esteban Chaves                  | Colombia                                 |
| 6-10  | Giro di Padania (2011)                            | 2.1    | Ivan Basso                      | Liquigas-Cannondale                      |
| 7     | Memorial Rik Van Steenbergen (2011)               | 1.1    | Kenny van Hummel                | Skil-Shimano                             |
| 8-11  | Tour of Marmara                                   | 2.2    | Ali Rıza Tanrıverdi             | Turchia                                  |
| 10    | Paris-Bruxelles (2011)                            | 1.HC   | Denis Galimzjanov               | Katusha Team                             |
| 11    | Grand Prix de Fourmies (2011)                     | 1.HC   | Guillaume Blot                  | Bretagne-Schuller                        |
| 11    | Chrono Champenois                                 | 1.2    | Luke Durbridge                  | Australia                                |
| 11-18 | Tour of Britain                                   | 2.1    | Lars Boom                       | Rabobank Cycling Team                    |
| 11-18 | Tour de Bulgarie                                  | 2.1    | Ivajlo Gabrovski                |                                          |
| 14    | Grand Prix de Wallonie (2011)                     | 1.1    | Philippe Gilbert                | Omega Pharma-Lotto                       |
| 16    | Kampioenschap van Vlaanderen (2011)               | 1.1    | Marcel Kittel                   | Skil-Shimano                             |
| 16    | Grand Prix de la Somme (2011)                     | 1.1    | Anthony Roux                    | FDJ                                      |
| 18    | Gran Premio Industria e Commercio di Prato (2011) | 1.1    | Peter Sagan                     | Liquigas-Cannondale                      |
| 18    | Grand Prix d'Isbergues (2011)                     | 1.1    | Jonas Aaen Jørgensen            | Saxo Bank-Sungard                        |
| 18    | Grote Prijs Impanis - Van Petegem                 | 1.2    | Sander Cordeel                  | Colba-Mercury                            |
| 18    | Trofeo Gianfranco Bianchin                        | 1.2    | Moreno Moser                    | Lucchini-Maniva Ski                      |
| 18    | Duo Normand                                       | 1.2    | Thomas Dekker Johan Vansummeren | Chipotle Development Team Garmin-Cérvelo |
| 21    | Omloop van het Houtland (2011)                    | 1.1    | Guillaume Van Keirsbulck        | Quickstep Cycling Team                   |
| 24-25 | Tour du Gévaudan Languedoc-Roussillon             | 2.2    | Guillaume Levarlet              | Saur-Sojasun                             |
| 27    | Ruota d'Oro                                       | 1.2    | Antonino Parrinello             | Team Hopplà-Truck-Mavo-Valdarno          |
| 29-2  | Circuit Franco-Belge                              | 2.1    | Robbie McEwen                   | Team RadioShack                          |
| 29-2  | Tour of Gallipoli                                 | 2.2    | Recep Unalan                    | Manisaspor Cycling Team                  |
| 30-2  | Cinturó de l'Empordà                              | 2.2    | Paul Voss                       | Endura Racing                            |

### Ottobre
| Data | Prova                               | Cat. | Vincitore                 | Squadra                          |
| ---- | ----------------------------------- | ---- | ------------------------- | -------------------------------- |
| 1    | Memorial Marco Pantani (2011)       | 1.1  | Fabio Taborre             | Acqua & Sapone                   |
| 1    | Piccolo Giro di Lombardia           | 1.2  | Cristiano Monguzzi        | Team Cicli Casati-Named          |
| 2    | Tour de Vendée (2011)               | 1.HC | Marco Marcato             | Vacansoleil-DCM Pro Cycling Team |
| 3    | Sparkassen Münsterland Giro (2011)  | 1.1  | Marcel Kittel             | Skil-Shimano                     |
| 4    | Mémorial Frank Vandenbroucke (2011) | 1.1  | Rüdiger Selig             | Team Leopard-Trek                |
| 6    | Coppa Sabatini (2011)               | 1.1  | Enrico Battaglin          | Colnago-CSF Inox                 |
| 6    | Paris-Bourges (2011)                | 1.1  | Mathew Hayman             | Sky Procycling                   |
| 6-9  | Tour of Alanya                      | 2.2  | Gabor Kasa                | Manisaspor Cycling Team          |
| 8    | Giro dell'Emilia (2011)             | 1.HC | Carlos Alberto Betancourt | Acqua & Sapone                   |
| 9    | Gran Premio Bruno Beghelli (2011)   | 1.1  | Filippo Pozzato           | Katusha Team                     |
| 9    | Parigi-Tours (2011)                 | 1.HC | Greg Van Avermaet         | BMC Racing Team                  |
| 9    | Parigi-Tours Espoirs                | 1.2U | Fabien Schmidt            | FDJ                              |
| 11   | Nationale Sluitingsprijs (2011)     | 1.1  | Jaŭhen Hutarovič          | FDJ                              |
| 13   | Giro del Piemonte (2011)            | 1.HC | Daniel Moreno             | Katusha Team                     |
| 16   | Chrono des Nations (2011)           | 1.1  | Tony Martin               | HTC-Highroad                     |

## Classifiche
Aggiornato al 22 ottobre 2011.
| Pos. | Corridore         | Squadra        | Punti  |
| ---- | ----------------- | -------------- | ------ |
| 1    | Giovanni Visconti | Farnese Vini   | 716    |
| 2    | Jaŭhen Hutarovič  | FDJ            | 659,25 |
| 3    | Davide Rebellin   | Miche          | 652    |
| 4    | Marcel Kittel     | Skil-Shimano   | 556    |
| 5    | Thomas Voeckler   | Europcar       | 518    |
| 6    | Stefan van Dijk   | Veranda's Wil. | 494    |
| 7    | Anthony Roux      | FDJ            | 442    |
| 8    | Kenny van Hummel  | Skil-Shimano   | 399    |
| 9    | Sacha Modolo      | Colnago        | 372    |
| 10   | Aidis Kruopis     | Landbouwkred.  | 370    |

| Pos. | Squadra                     | Punti   |
| ---- | --------------------------- | ------- |
| 1    | FDJ                         | 2551,1  |
| 2    | Skil-Shimano                | 1619    |
| 3    | Colnago-CSF Inox            | 1479    |
| 4    | Saur-Sojasun                | 1411,75 |
| 5    | Cofidis, le Crédit en Ligne | 1386    |
| 6    | Farnese Vini-Neri Sottoli   | 1355    |
| 7    | Landbouwkrediet             | 1240    |
| 8    | Team Europcar               | 1155    |
| 9    | Androni Giocattoli-C.I.P.I. | 1150    |
| 10   | Itera-Katusha               | 1040    |

| Pos. | Nazione     | Punti   |
| ---- | ----------- | ------- |
| 1    | Italia      | 4174,2  |
| 2    | Francia     | 3181,2  |
| 3    | Paesi Bassi | 2184,34 |
| 4    | Germania    | 2162    |
| 5    | Belgio      | 1688,2  |
| 6    | Slovenia    | 1640,4  |
| 7    | Russia      | 1556,57 |
| 8    | Spagna      | 1143,2  |
| 9    | Portogallo  | 1096    |
| 10   | Polonia     | 1049    |